# Pluralistische Ignoranz
Pluralistische Ignoranz ist ein Begriff aus der Sozialpsychologie. Er beschreibt die Situation, in der eine Mehrheit eine Norm insgeheim ablehnt, jedoch fälschlicherweise davon ausgeht, dass die Mehrheit diese Norm akzeptiert (etwa: „jeder glaubt, dass alle anderen daran glauben, während in Wirklichkeit keiner daran glaubt“).
Geprägt haben den Begriff Daniel Katz und Floyd Allport 1931.
Wenn sich eine Gruppe von Menschen in einer mehrdeutigen, schwer einschätzbaren Situation befindet und keiner weiß, was zu tun ist, versuchen die Anwesenden aus der Beobachtung der jeweils anderen Hinweise auf mögliches sinnvolles Verhalten zu bekommen. Die Gruppe übt auf ihre einzelnen Mitglieder informativen sozialen Einfluss aus. Wenn die anderen aber ebenfalls ratlos sind, entsteht pluralistische Ignoranz. Diese führt – gemeinsam mit der Verantwortungsdiffusion – in einer Notfallsituation dazu, dass niemand einschreitet oder hilft, da sich jeder Einzelne dem passiven Verhalten der Menge anpasst. Dies kann fatale Folgen haben, wenn sich niemand aus dieser pluralistischen Ignoranz herauslöst und zum Modell wird, dem die anderen Bystander (Zuschauer) folgen können.
Der Begriff wurde bekannt durch die Verwendung im decision model of bystander intervention von Bibb Latané und John M. Darley, mit welchem die Hilfeleistung bzw. ein Unterlassen der Hilfeleistung in Notsituationen durch die Menge der Zeugen erklärt werden soll (Bystander-Effekt). Notsituationen können leicht uneindeutige bzw. schwer zu deutende Situationen sein, die nicht durch die Hinweisreize der Situation selbst eingeordnet werden können. In solchen uneindeutigen Situationen versuchen Menschen, Informationen über ihre Umwelt zu gewinnen, indem sie die Reaktionen ihrer Mitmenschen als Deutungshilfe benutzen.
Eine Fehlentwicklung, die durch ein auf einem ähnlichen Phänomen beruhendes Missverständnis innerhalb einer Gruppe ausgelöst wird, beschreibt das Abilene-Paradox.